# Canadian Hockey Association 1909/10
Canadian Hockey Association je bila profesionalna hokejska liga. Ustanovljena je bila leta 1909 kot posledica spora znotraj lige ECAHA, a je iz spora izšla poražena. Liga je namreč preživela le nekaj tednov januarja 1910, nato so moštva zapustila ligo, ki je s tem razpadla. Kljub temu se lahko liga pohvali z enim naslovom zmagovalca Stanleyjevega pokala, saj so bili prvaki hokejisti Ottawa Hockey Club tudi ustanovni člani lige.

## Zgodovina
CHA so ustanovila tri moštva iz lige ECAHA: Ottawa, Quebec Bulldogs in Montreal Shamrocks. Želela so oblikovati novo ligo, potem ko so ECHA moštvo Montreal Wanderers prodali novim lastnikom, ki so želeli klub preseliti v manjšo Jubilee Areno. CHA je prošnje s strani Wanderersov in ostalih moštev zavrnila. Ostala moštva so nato ustanovila svojo ligo, imenovano NHA. Novi moštvi v ligi CHA sta bili All-Montreal, ki ga je vodil bivši kapetan Wanderersov Art Ross, in frankofonski Montreal Le National.
Med podporniki lige NHA so bili tudi nekateri zelo uspešni poslovneži, ki so imeli več denarja od lastnikov CHA. Ligo CHA so ukinili 15. januarja 1910 po malo odigranih tekmah. Ottawa in Shamrocksi so se nemudoma priključili ligi NHA, medtem ko se je Quebec ligi pridružil šele za sezono 1910/11.
Med svojo kratko sezono so hokejisti Ottawe osvojili izziv za Stanleyjev pokal proti Galtu, prvaku lige OPHL. Na račun tega dosežka in dobljenega izziva med NHA sezono velja Ottawa za so-zmagovalca tekmovanja za Stanleyjev pokal za leto 1910. Sezono NHA so namreč dobili hokejisti Wanderersov in tako drugi del so-zmagovalstva pripada njim.

## Moštva
- All-Montreal HC
- Montreal Le National
- Montreal Shamrocks
- Ottawa Hockey Club
- Quebec Bulldogs

## Povzetek sezone
Sezona se je začela 30. decembra. Po nekaj tekmah je bilo jasno, da si liga ni pridobila zanimanja navijačev, saj je tekmo med Nationalsi in Shamrocksi obiskalo le 800 ljudi.
| Mesec    | Dan | Gostje       | Izid | Gostitelji   | Izid |
| -------- | --- | ------------ | ---- | ------------ | ---- |
| December | 30. | All-Montreal | 7    | Le National  | 2    |
| Januar   | 1.  | Quebec       | 7    | Shamrocks    | 6    |
| Januar   | 4.  | Shamrocks    | 6    | All-Montreal | 3    |
| Januar   | 8.  | All-Montreal | 5    | Quebec       | 1    |
| Januar   | 8.  | Ottawa       | 14   | Le National  | 4    |
| Januar   | 11. | Le National  | 8    | Shamrocks    | 17   |
| Januar   | 13. | Ottawa       | 15   | All-Montreal | 5    |
| Januar   | 15. | Le National  | 11   | Quebec       | 12   |

15. januarja 1910 je potekalo srečanje z NHA, na katerem bi se odločilo o združitvi s CHA, a se o združitvi sploh ni razpravljalo. Namesto tega je NHA priznala in sprejela k sebi moštvi Ottawa Hockey Club in Montreal Shamrocks. Moštvu Montreal Le National so ponudili združitev z moštvom Les Canadiens, a ga je ta zavrnil. All-Montrealu in Quebecu niso ponudili nobenega vabila v NHA. CHA je tako prenehala z delovanjem.

## Izzivi za Stanleyjev pokal
Med CHA sezono je Ottawa kot prvak pokala igrala en izziv poleg rednih tekem v ligi:

### Ottawa: Galt
Ottawa je igrala dvotekemski dvoboj proti Galtu, prvaku lige OPHL. Zmagala je z 12-3 in 3-1, skupni izid je bil 15-4 v korist Ottawe. Najboljši strelec Ottawe je bil Marty Walsh (6 golov).
| Datum                              | Zmagovalec         | Izid | Poraženec | Lokacija  |
| ---------------------------------- | ------------------ | ---- | --------- | --------- |
| 5. januar 1910                     | Ottawa Hockey Club | 12–3 | Galt      | The Arena |
| 7. januar 1910                     | Ottawa Hockey Club | 3–1  | Galt      | The Arena |
| Ottawa je zmagovalec serije s 15-4 |                    |      |           |           |

| Galt              | 3 | Položaj | Ottawa     | 12 |  |
| ----------------- | - | ------- | ---------- | -- |  |
| Lehman            |   | G       | LeSueur    |    |  |
| Charlton          |   | P       | Lake       | 1  |  |
| Murphy            |   | CP      | Mallen, K. |    |  |
| Manson            | 2 | F       | Stuart     | 2  |  |
| Mallen, J.        | 2 | F       | Walsh      | 6  |  |
| Dusome            |   | F       | Shore      | 2  |  |
| Doherty           | 1 | F       | Ridpath    | 1  |  |
| Sodnik - R. Bowie |   |         |            |    |  |

| Galt                       | 1 | Položaj | Ottawa  | 3 |  |
| -------------------------- | - | ------- | ------- | - |  |
| Lehman                     |   | G       | LeSueur |   |  |
| Charlton                   | 1 | P       | Lake    | 1 |  |
| Murphy                     |   | CP      | Shore   |   |  |
| Cochrane                   |   | F       | Stuart  | 1 |  |
| Mallen, J.                 |   | F       | Walsh   |   |  |
| Dusome                     |   | F       | Kerr    |   |  |
| Doherty                    |   | F       | Ridpath | 1 |  |
| Sodnik - Patrick & Spittal |   |         |         |   |  |

## Ottawa Hockey Club, zmagovalci Stanleyjevega pokala, januar 1910

### Postava
Centri
- Bruce Stuart(rover)(kapetan)
- Walter Smaill(rover)
- Marty Walsh

  Krila
- Albert “Dubbie” Kerr
- Bruce Ridpath
- Gordon Roberts

  Branilci
- Fred Lake (point)
- Ken Mallen (point/coverpoint)
- Hamby Shore (coverpoint)

  Vratarji
- Percy LeSueur

  Neigralci
- Thomas D'arcy McGee (predsednik)†, Llewellyn Bates (podpredsednik)†
- Pete Green (trener)†, Patrick Basketville (blagajnik)†
- Martin Rosenthal (tajnik)†, Mac McGilton (pomočnik)†
- Charles Sparks†, Charles Bryson†, Dave Mulligan† (direktorji)
- Perciville Buttler†, Charles Irvin† (direktorji)

†Znani neigralski člani Ottawa Hockey Club 1910. Nobena moštvena fotografija Ottawe iz 1910 ni bila najdena.

### Vrezano v Stanleyjev pokal
Ottawa je vgravirala "Ottawa 1910" in "OTTAWA vs GALT/OTTAWA vs EDMONTON" ("OTTAWA : GALT/OTTAWA : EDMONTON").